# レイテッドRKO

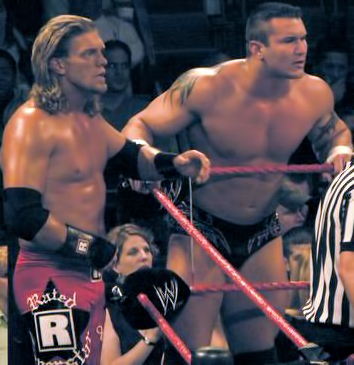
(左)エッジ、(右)ランディ・オートン

Rated-RKO（レイテッド・アール・ケー・オー）は、アメリカのプロレス団体WWEに登場したエッジとランディ・オートンの2大トップヒールで結成されたタッグチームである。日本のJ SPORTSの字幕放送では、「R指定のRKO」と訳された。

## 歴史
2006年10月2日のRAWでエッジは、ジョン・シナと金網戦形式でのWWE王座戦を行ったが、この試合でトリプルHとショーン・マイケルズのユニット「D-Generation X」（通称：DX）が乱入し、結果はシナが勝利、エッジはWWE王座奪還に失敗した。翌週のRAWで、エッジは自身のトークコーナー「カッティング・エッジ」において、王座戦に乱入したDXを団体から「排除する」という目的でランディ・オートンと結託した。これが、「Rated-RKO」の誕生である。
エッジは、若いスターにもっと公正にあるべきだと感じていて、毎週注目を取っているDXを「道化師」と発言。さらにエッジは、オートンがかつて加入していたユニット「エボリューション」からオートンがトリプルHによって強制脱退させられたため、彼のキャリアを行き詰まらせたと主張した。
エッジとオートンは、DXがこれまでに行ってきた「悪行」を思い出し、DXに異常なまでの反発心をもつようになった。結局、Cyber Sunday 2006では、DXとタッグマッチを行い、特別レフェリーに選ばれていたエリック・ビショフと共謀し、勝利を収めた。
エッジとオートンの2人は、Cyber Sunday 2006の翌日のRAWからは、当時の世界タッグ王者だったリック・フレアーとロディ・パイパーとの抗争に入り、早速、世界タッグ王座戦を行う。エッジとオートンは、この試合にもビショフを特別レフェリーに任命し、王座奪取を狙ったが、試合にDXが乱入し、王座奪取を逃した。
翌週に行われたRAWで、世界タッグ王座戦の再戦を行う。エッジとオートンは、入場してきたパイパーを襲撃し、コンチェアトを喰らわせた。パートナーのフレアーは、王座を1人で防衛しなければならない立場になり、結局、エッジのスピアー攻撃によってフレアーは敗北、エッジとオートンが新たな世界タッグ王者になった。ちなみに、試合開始前のパイパー離脱には理由があり、試合前の検診でパイパーにホジキンリンパ腫が見つかったため、コンチェアト攻撃は長期離脱のためのアングルである。
Suevivor Series 2006では、DX軍（メンバー：トリプルH、ショーン・マイケルズ、CMパンク、マット・ハーディー、ジェフ・ハーディー）とRated-RKO軍（メンバー：エッジ、ランディ・オートン、マイク・ノックス、ジョニー・ナイトロ、グレゴリー・ヘルムズ）が5対5のエリミネーションタッグ戦を行った。この試合においてDX軍は、番組史上初となる完全試合を達成した。つまり、Rated-RKO軍はDX軍を誰一人として敗北させられないという大失態を侵してしまったのである。
エッジとオートンは、翌週のRAWではフレアーを襲撃し、コンチェアト攻撃を喰らわせ、フレアーを休場に追い込む。実際には、フレアーが離婚訴訟を行い、リングを離れるためのアングルである。
New Year's Revolution 2007では、泥沼とも言えるほどの抗争を行っていたDXと世界タッグ王座戦を行った。この試合で、トリプルHが右脚の大腿四頭筋を断裂してしまう。そのせいで試合のリズムが悪くなったが、機転を利かせた相棒のマイケルズはレフェリーを殴り、試合はノーコンテストとなる。さらに、マイケルズはイスでエッジとオートンを殴り、流血させる。最終的に、エッジは右脚の踏ん張りが利かなくなっているトリプルHに実況席でペディグリーを喰らい、オートンはマイケルズのトップロープからの実況席貫通のダイビングエルボー攻撃を喰らってしまう。なお、トリプルHのケガはアングルではないため、DXとRated-RKOの抗争は終わり、マイケルズが1人きりで抗争することになる。
翌々週のRAWでは、マイケルズと1対2のハンディ戦を行ったが、この試合でマイケルズの怒りが爆発し、オートンは自分達の必殺技のコンチェアトを喰らってしまう。なお、エッジは間一髪でリングサイドに逃げて無事だった。しかし、この日以降、2人の関係は悪化の一途をたどり、結局、1月29日のRAWで行われた世界タッグ王座戦で、シナとマイケルズに敗れ、王座から陥落した。

## メンバー
- エッジ
- ランディ・オートン

## タイトル歴
WWE
- 世界タッグ王座：1回